# 札剌亦兒王朝
札剌亦兒王朝，是蒙古伊儿汗国解体后，札剌亦兒人在于1330年代伊朗西部与伊拉克成立的小汗国。该王朝延续约五十年，最终因帖木儿的征服及黑羊王朝（土库曼部族）的叛乱而衰败。帖木儿于 1405 年去世后，札剌亦儿王朝曾短暂尝试在伊拉克南部和胡哲斯坦地区重建政权。然而，该王朝最终于 1432 年被黑羊王朝彻底消灭。
札剌亦儿人虽具蒙古血统，但深受突厥文化影响，并以突厥语为主要语言。他们的统治显著加强了突厥人在伊拉克的影响力，使突厥语成为仅次于阿拉伯语的第二大语言。此外，札剌亦儿王朝亦深受波斯文化薰陶，其统治时期在波斯艺术发展史上占据重要地位，确立了许多关键特征，为后来的波斯画派奠定基础。

## 札剌亦兒王朝統治者列表
| 名字                                    | 在位時間       |
| 謝赫·大哈散王公                         | 1336年－1356年 |
| 謝赫·烏畏思                             | 1356年－1374年 |
| 謝赫·哈散                               | 1374年         |
| 謝赫·侯賽因                             | 1374年─1382年  |
| 謝赫·巴耶塞特                           | 1382年─1384年  |
| 謝赫·阿赫默德                           | 1382年─1410年  |
| 沙阿·瓦拉德                             | 1410年─1411年  |
| 馬哈茂德·本·沙阿·烏畏思                 | 1410年─1411年  |
| 烏畏思·本·瓦拉德                        | 1411年—1421年  |
| 穆罕默德·本·沙阿·瓦拉德                 | 1421年         |
| 馬哈茂德·本·沙阿·瓦拉德                 | 1421年─1424年  |
| 侯賽因·本·阿勞烏達烏拉·本·蘇丹·阿赫默德 | 1424年─1432年  |